# JAC X7

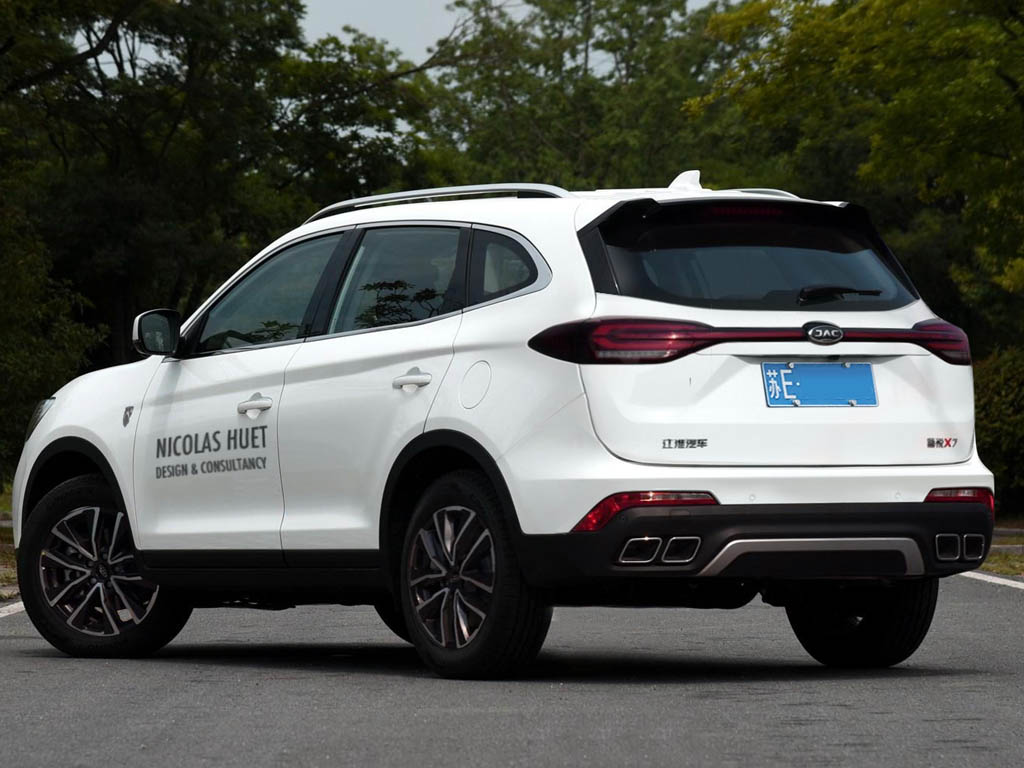
Heckansicht

Der JAC X7 ist ein seit 2020 gebautes Sport Utility Vehicle des chinesischen Automobilherstellers JAC, das in der Modellpalette zwischen X4 und X8 positioniert ist.

## Geschichte
Der X7 wird seit dem 20. April 2020 auf dem chinesischen Heimatmarkt verkauft. In Mexiko kam das Fahrzeug im Januar 2021 als JAC Sei 7 Pro in den Handel. Als Konkurrenzmodelle werden unter anderem der Haval F7 oder der Chery Tiggo 8 genannt.

## Technische Daten
Angetrieben wird der 4,78 m lange Fünfsitzer von einem aufgeladenen 1,5-Liter-Vierzylindermotor mit 128 kW (174 PS). Er hat Vorderradantrieb und ein 6-Stufen-Doppelkupplungsgetriebe.
|                                             | 1.5 TGDI                         |
| Bauzeitraum                                 | seit 04/2020                     |
| Motorkenndaten                              |                                  |
| Motortyp                                    | R4-Ottomotor                     |
| Hubraum                                     | 1499 cm³                         |
| max. Leistung bei min−1                     | 128 kW (174 PS) / 4850–5500      |
| max. Drehmoment bei min−1                   | 277 Nm / 1500–4500               |
| Kraftübertragung                            |                                  |
| Antrieb                                     | Vorderradantrieb                 |
| Getriebe                                    | 6-Stufen-Doppelkupplungsgetriebe |
| Messwerte                                   |                                  |
| Höchstgeschwindigkeit                       | 160 km/h                         |
| Beschleunigung, 0–100 km/h                  | k. A.                            |
| Kraftstoffverbrauch auf 100 km (kombiniert) | 8,6 l Super                      |
| Tankinhalt                                  | 64 l                             |
| Abgasnorm                                   | China VI                         |